# EJ 471
EJ 471 (Elektrická Jednotka, тип 471) — двоповерховий електропоїзд постійного струму виробництва компанії «Škoda Vagonka». Більш відомий як CityElefant. Випускається на замовлення Чеських залізниць для приміських ліній поблизу Праги і Острави.

## Експорт
- Серія 575 для Литовських залізниць (160 км/год, 25 кВ 50 Гц). Литовські залізниці замовили 10 поїздів;
- Серія 671 для Словацьких залізниць (160 км/год, 3 кВ постійного струму, 25 кВ 50 Гц). Працює 10 одиниць серії 671 електропоїзди є трьохвагонними;
- Серія 675 для Українських залізниць (160 км/год, 3 кВ постійного струму, 25 кВ 50 Гц). У січні 2011 року Укрзалізниця замовила дві одиниці. Обидва поїзди шестивагонні;

## Галерея

Електропоїзд серії 471
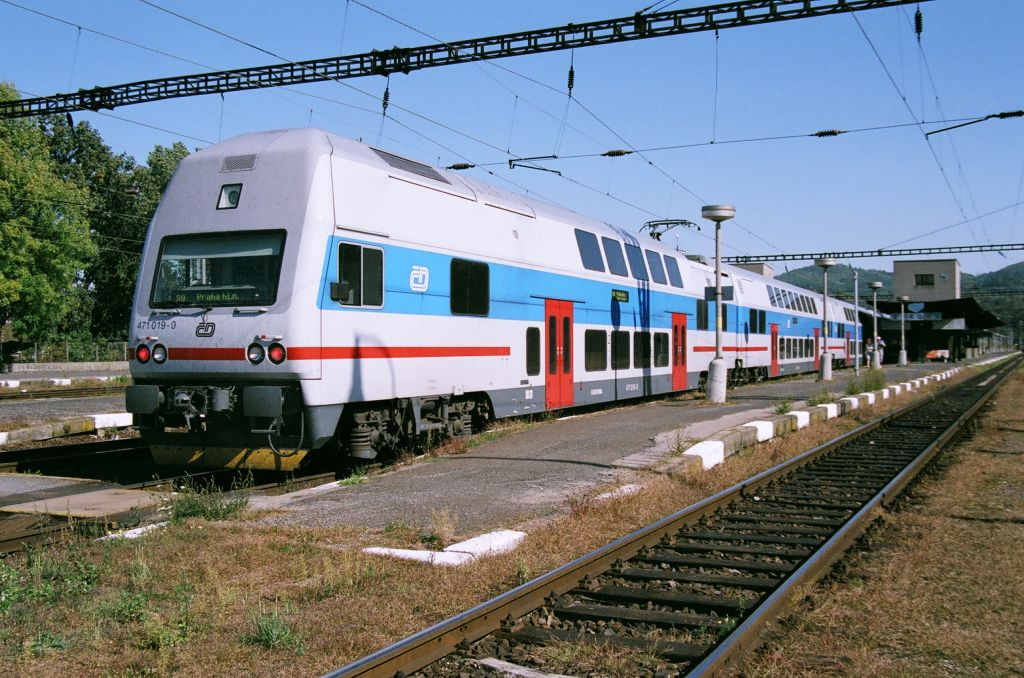
Електропоїзд в Бероуні, жовтень 2006
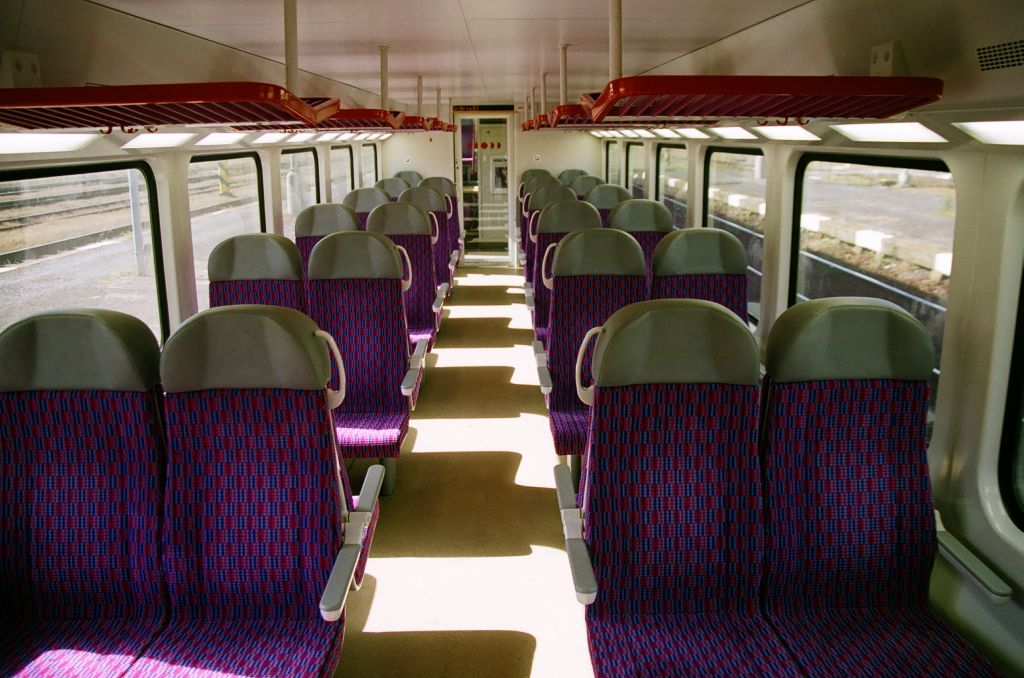
Салон другого класу, нижній поверх.
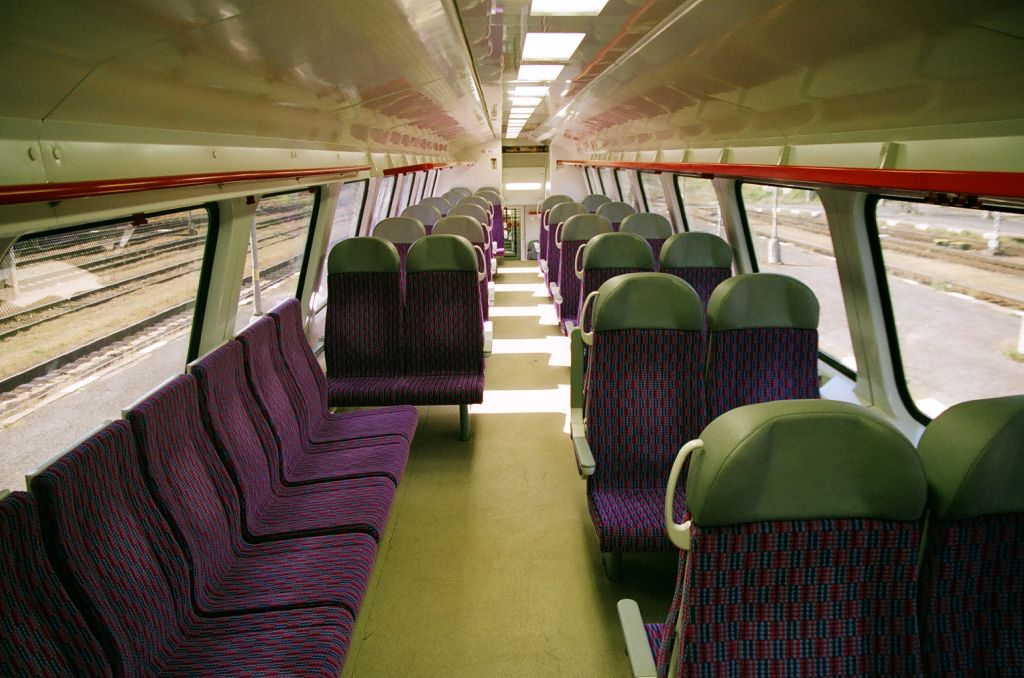
Салон другого класу, верхній поверх.
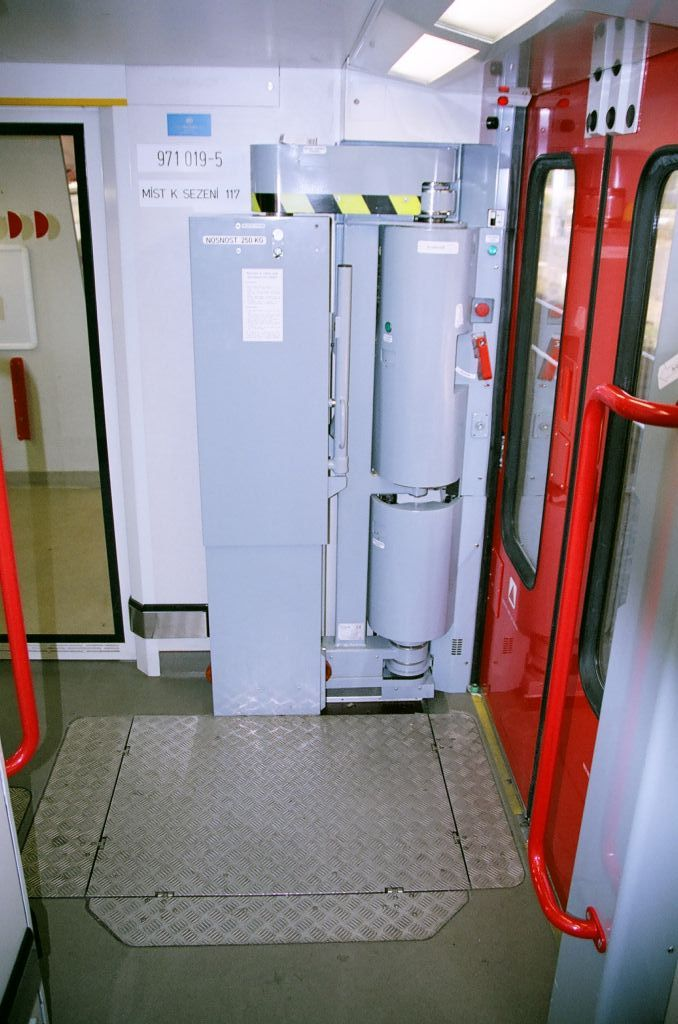
Підйомна платформа для осіб з обмеженими фізичними можливостями